# Palácio de Rosersberg

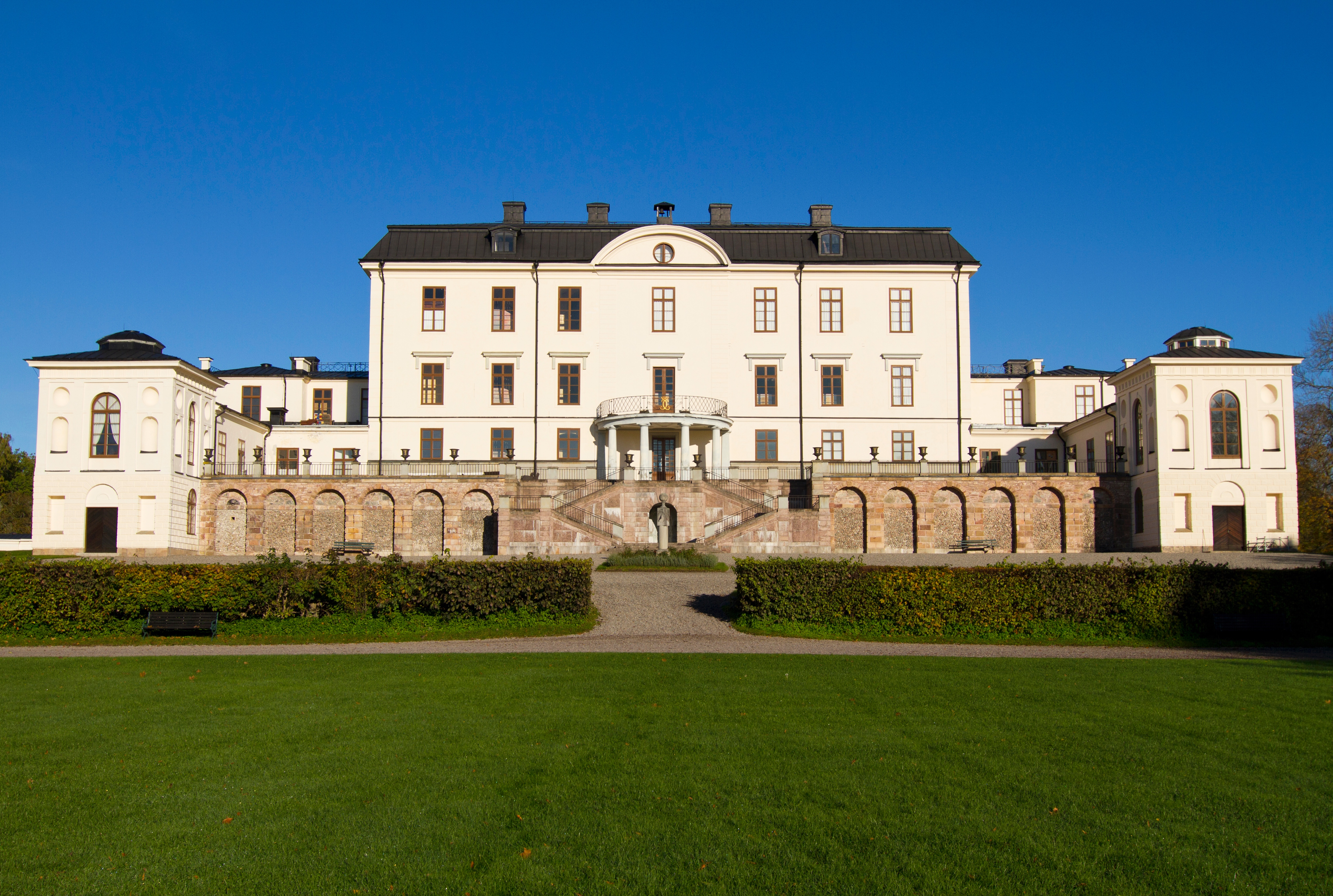
Palácio Rosersbergs

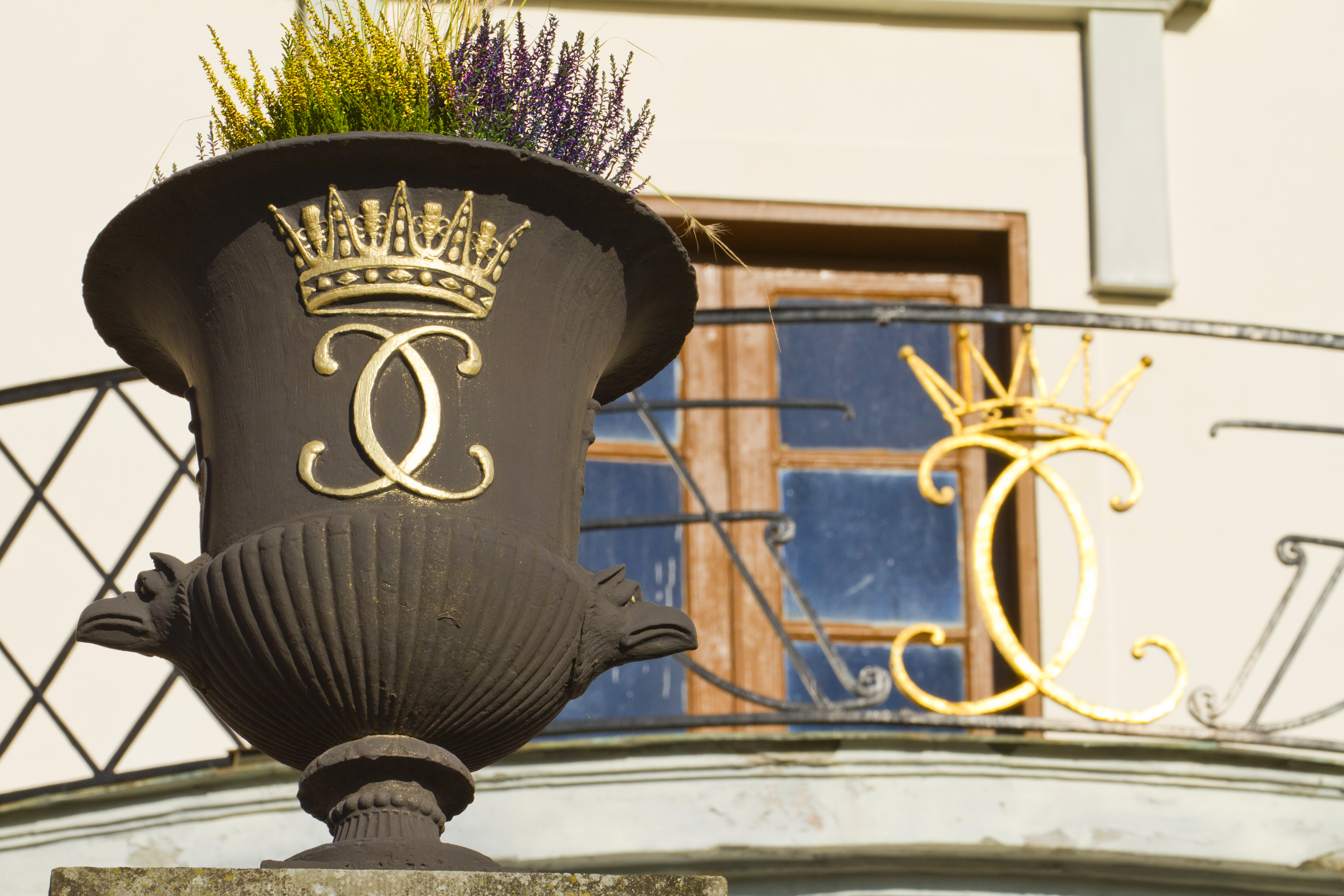

O Palácio de Rosersberg (em sueco:  Rosersbergs slott) é um dos Palácios Reais Suecos. Situado nas margens do Lago Malar, nos arredores de Estocolmo, foi construído entre 1634 e 1638 pela família Oxenstierna e tornou-se palácio real em 1757, quando o estado o ofereceu ao Duque Karl (mais tarde Carlos XIII), o irmão mais novo de Gustavo III.
A construção renascentista foi inciada em 1634 e completada em 1638. No fim do século XVII foi remodelado no estilo Rococó pelo arquitecto Nicodemus Tessin. Foram removidos os gabletes e acrescentadas novas alas laterais. Em 1747 e edifício foi adquirido pelo Barão Erland Carlsson Broman, e os interiores remodelados pelo arquiteto Jean Eric Rehn. Em 1757 foi adquirido pelo estado e oferecido a Karl, que continuou os trabalhos de renovação, embora substituindo alguns excessos decorativos por maior sobriedade, no que ficaria conhecido como o Estilo Imperial Carlos XIII. O quarto de Carlos XIV é considerado como um dos mais notáveis exemplos de interiores Suecos do século XIX:

## Ligações Externas
- Página no site da SFV
- Página no site da Casa Real Sueca

1. ↑  «Rosersberg Palace's History». www.kungligaslotten.se (em inglês). Consultado em 11 de junho de 2024